# Stefan Uroš IV. Dušan

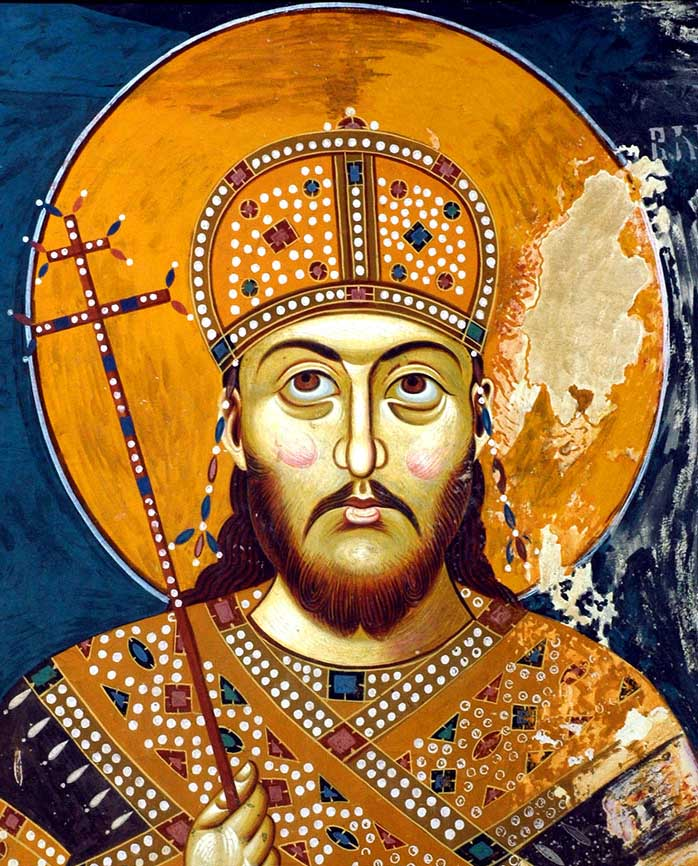
Ein Fresko mit der Abbildung Stefan Dušans in der Kirche Sveti Arhanđeli in Prizren

Stefan Uroš IV. Dušan „der Mächtige“ (serbisch: Стефан Урош IV Душан; * 1308; † 20. Dezember 1355), auch als Kaiser Dušan, Dušan der Mächtige/der Große (Dušan Silni) oder Stefan Dušan bekannt, war als serbischer König (1331–1346) und erster serbischer Kaiser (1346–1355) der mächtigste Monarch der Nemanjić-Dynastie. Unter seiner Führung gelang dem mittelalterlichen Serbien der Aufstieg zur regionalen Großmacht, sowie die Abfassung einer der ersten umfassenden Verfassungen in Südeuropa, bekannt als Dušanov zakonik.

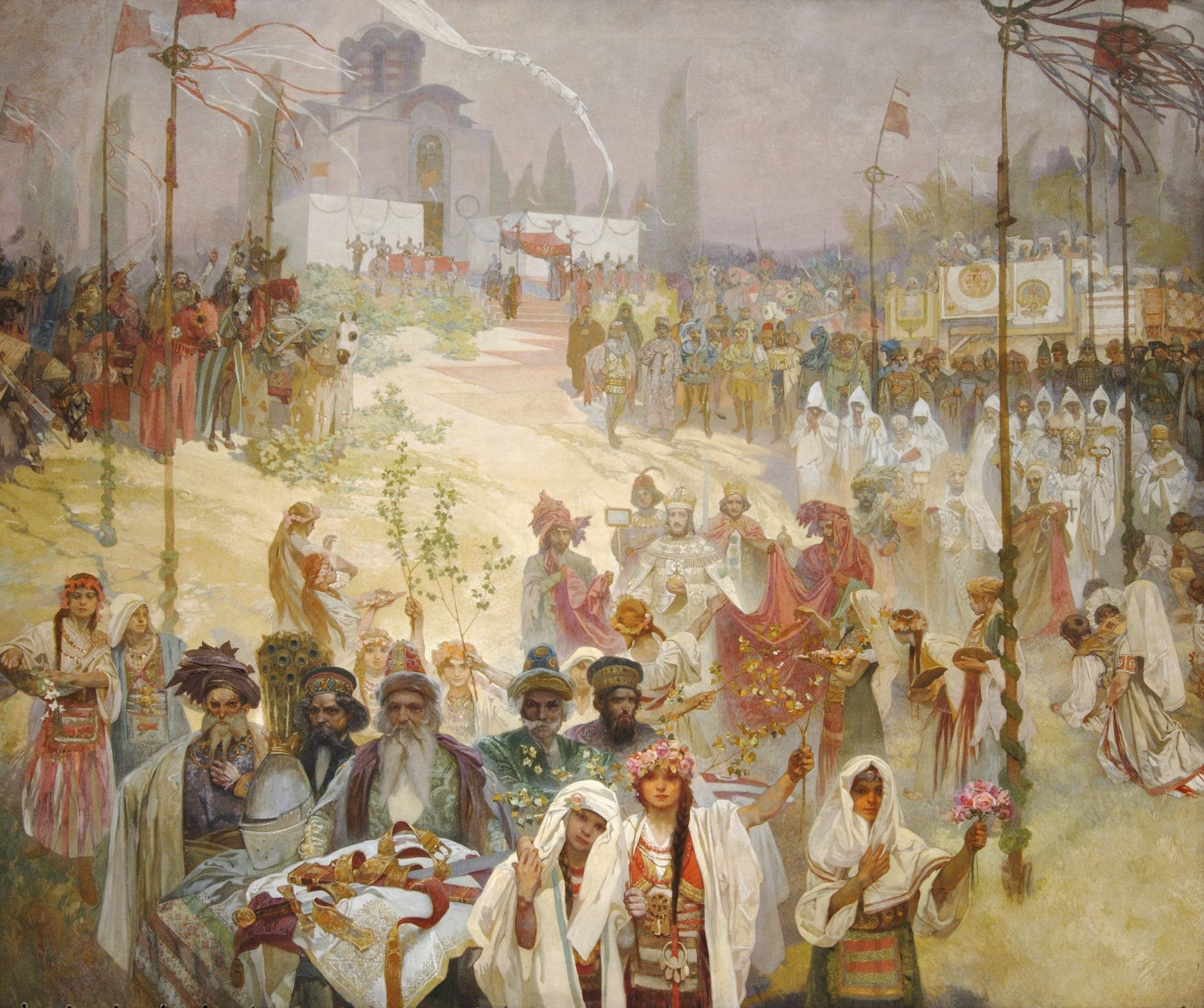
Die Krönung des Stefan Dušan im Slawischen Epos von Alfons Mucha (1924)

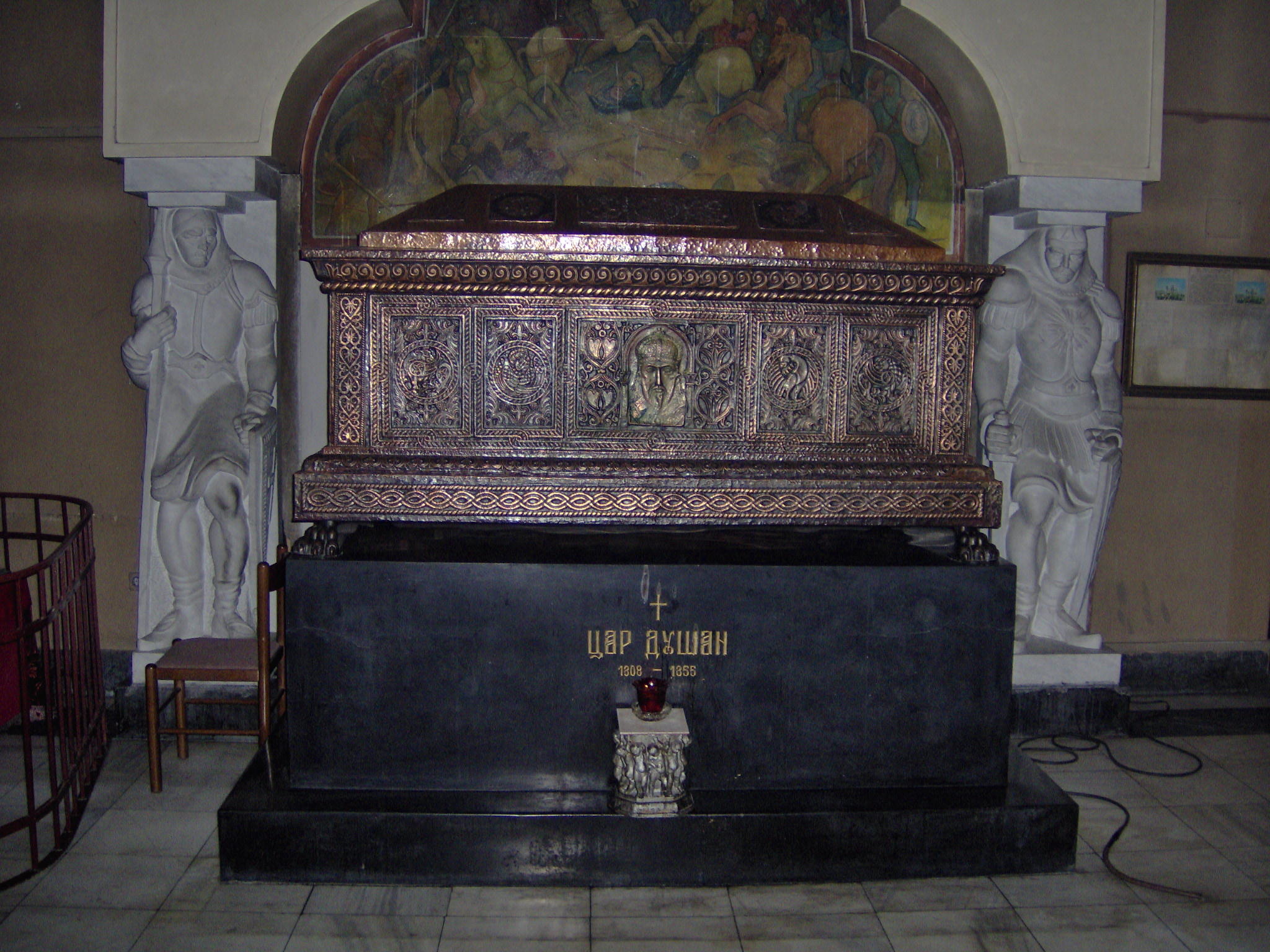
Zar Dušans Sarkophag in der Belgrader Markuskirche

Seine Herrschaftszeit gilt heute als Goldenes Zeitalter Serbiens, auch mit Blick auf die kulturelle, wirtschaftliche und soziale Entwicklung während seiner Herrschaft. Er starb 1355 in Adrianopel, dem heutigen Edirne, während der Kampagne gegen das Byzantinische Reich und wurde im Erzengelkloster bei Prizren beigesetzt. 1927 entdeckte ein Archäologenteam in den Ruinen des Klosters eine marmorne Grablege, welche als die Dušans identifiziert wurde. Seine Gebeine wurden später in die Belgrader Markuskirche überführt.

## Leben
Zar Dušan stammte aus dem serbischen Adelshaus der Nemanjiden, welches 1192 an die Macht kam. Von daher wurde er auch Nemanjić IX. genannt. Er wurde 1308  als Sohn des Stefan Uroš III. Dečanski und der Theodora Smilets von Bulgarien geboren. 1331 usurpierte er den Thron von seinem Vater und erhob sich, unterstützt von Adligen, selbst zum König von Serbien. Am 8. September 1331 krönte er sich in Skopje. Hauptstadt seines Reiches war zunächst Prizren, ab 1345 Skopje. 1332 heiratete er Jelena, die Schwester von Zar Ivan Asen Alexander von Bulgarien. Am 16. April 1346 erfolgte die Krönung zum „Zaren der Serben und Rhomäer“ in Skopje. Der Versuch, auch die byzantinische Krone zu erlangen, scheiterte. 1355 starb er bei Adrianopel auf dem Weg nach Konstantinopel.

### Territoriale Erweiterungen

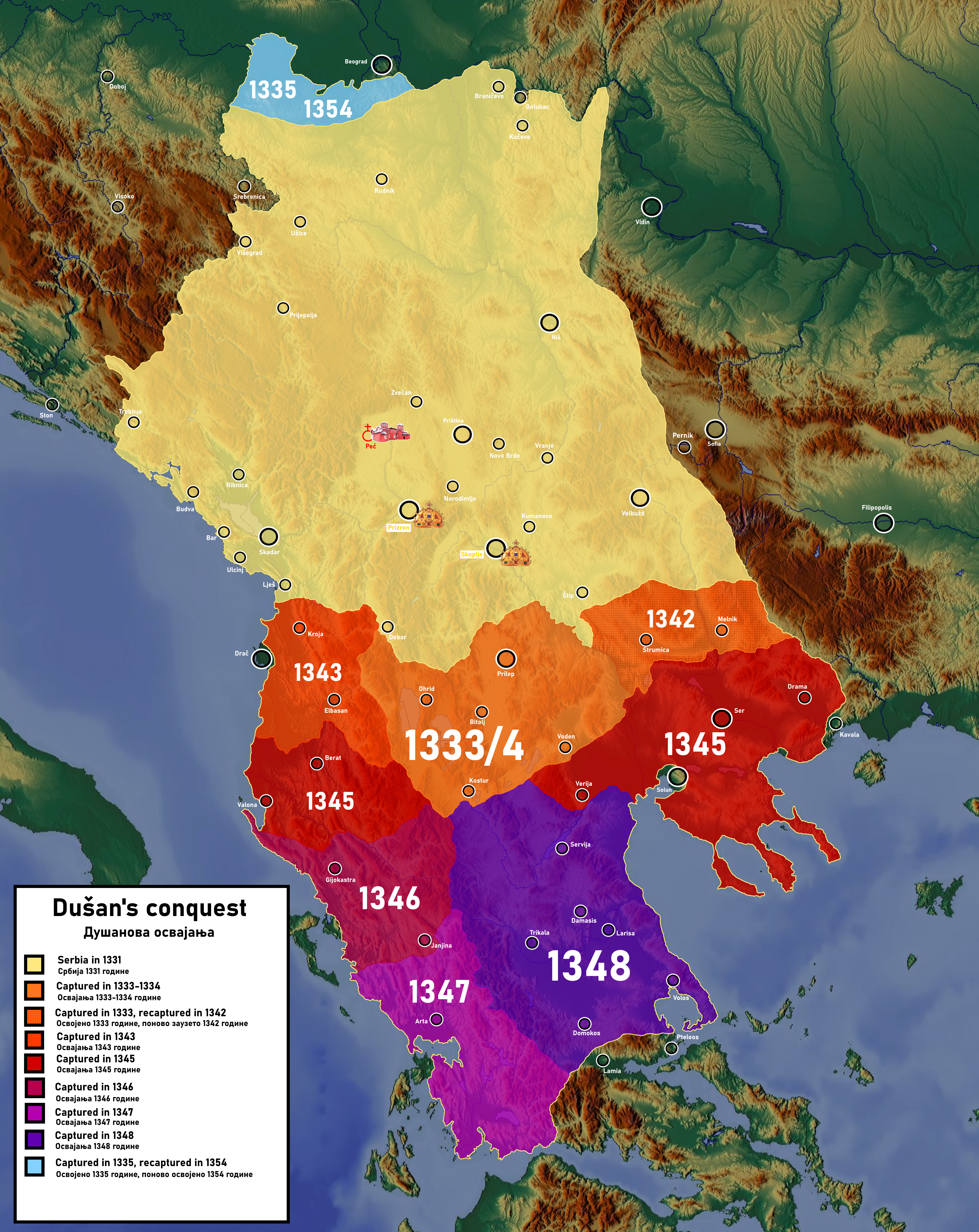
Ausdehnung der serbischen Reiches unter Dusan

Dušan setzte den byzantinischen Prätendenten Johannes Kantakuzenos 1341 wieder auf den Thron von Konstantinopel und ließ sich für diesen Dienst von ihm wichtige Städte und Gebiete abtreten. Er bemächtigte sich, nachdem er mit Kantakuzenos in Streit geraten war, Makedoniens und schlug die gegen ihn vom byzantinischen Kaiser zu Hilfe gerufenen osmanischen Türken sowie die unter König Ludwig sich gegen ihn erhebenden Ungarn zurück, eroberte Belgrad, entriss Bosnien einem widerspenstigen Ban und stellte das Land unter eigene Verwaltung. 1347 von der Republik Ragusa als Schutzherr anerkannt, unterwarf er einen großen Teil des Epirus, das heutige Albanien, sowie Thessalien, Ätolien und Akarnanien seiner Herrschaft. Auch Bulgarien machte er von sich abhängig und nahm den Titel eines Zaren und „Kaisers der Rhomäer“ (Römer) an. Administrativ teilte Dušan sein Reich in die „serbischen“ oder „königlichen Länder“ mit Prizren als Hauptstadt, die er nominell seinem Sohn Uroš unterstellte, und in die „römischen“ (auch griechischen) oder „kaiserlichen Länder“ mit Serres als Hauptstadt, die direkt seiner Herrschaft unterstanden. Die genaue Aufteilung zwischen diesen beiden administrativen Einheiten ist heute nicht bekannt, vermutet wird sie um Skopje herum. Skopje blieb Hauptstadt des Reiches, obwohl Dušan in seinen letzten Jahren von Serres aus regierte.

### Gründung einer serbischen Nationalkirche
Um fremden geistlichen Einfluss abzuwehren – aber vordergründig, um sich als Kaiser krönen zu lassen, wofür er auf die Unterstützung des Patriarchen von Konstantinopel nicht zählen konnte – veranlasste Dušan den Klerus seines Landes, auf einer Synode zu Pherä sich einen eigenen Patriarchen zu wählen. Im Jahr 1346 ließ sich Stefan in Skopje vom bulgarischen Patriarchen Symeon von Trnovo zum Zaren krönen, gleichzeitig ließ er das Oberhaupt der serbischen Kirche zum ersten serbischen Patriarchen Joanikije II. erheben. Damit wurde die serbische Kirche innerhalb der Ostkirche ein eigenes Patriarchat, Patriarchensitz wurde Peć. Der Patriarch von Konstantinopel belegte dabei Stefan Dušan sowie den serbischen Patriarchen, den gebürtigen Bulgaren Joanikije II., mit dem Kirchenbann, welcher aber 1375 aufgehoben wurde. Dušan ließ sich vom Kirchenbann nicht schrecken, verstand er ihn doch als politische Reaktion der Kaiser in Konstantinopel. Dabei griff er wie einst Karl der Große auf die Ost-West-Teilung des Römischen Reiches zurück und präsentierte sich als „Kaiser des Westens“, die Kaiser in Konstantinopel als Kaiser des Ostens. Tatsächlich entsprach Dušans Reich in territorieller Hinsicht in vielem der Präfektur Illyricum aus der Zeit der römischen Tetrarchie. Auch die administrative Gliederung in die königlichen und kaiserlichen Länder unter Dušan erinnert an die der illyrischen Präfektur in die Diözesen Dakien und Makedonien. Als vollen Herrschertitel verwendete Dušan nun: Durch die Gnade Gottes, Stefan, der rechtgläubige und Christusliebende Kaiser der Serben und Griechen [wörtlich Römer], der Albaner [wörtlich Arvaniten], Bulgaren und Rumänen [wörtlich Bessaraber], der Küstenländer und des gesamten Westens.

### Kirchenunion und die Ankunft der Osmanen
Mit türkischen Hilfsheeren, die für Byzanz kämpften, hatte Dušan mehrmals unliebsame Erfahrungen gemacht. In der Schlacht von Stefaniana 1344 lockte die Reiterei des türkischen Beylik von Aydın die Elitereiterei Dušans in einen Hinterhalt und besiegte diese. In der Schlacht von Demotika 1352 unterlag die serbische Reiterei der osmanischen, zuvor hatten die bulgarischen Hilfstruppen auf serbischer Seite das Kampfgeschehen verlassen. Nach einem schweren Erdbeben 1354 eroberten die Osmanen schließlich Gallipoli und fassten damit Fuß in Europa.
Dušan hatte die Gefahr, die die Osmanen bald bedeuten würden, richtig gesehen und wandte sich an Papst Innozenz VI. Er war bereit, einer Kirchenunion in seinem Reich zuzustimmen, dafür wollte er vom Papst zum „Hauptmann der Christenheit im Kampf gegen die Ungläubigen“ ernannt werden. Dieses Unterfangen wurde vom römisch-deutschen König Karl IV. begrüßt. Dušan erhoffte sich wiederum Garantien gegen weitere Angriffe seitens des nördlichen Nachbarn Ungarn, andererseits sah er sich an der Spitze eines möglichen Kreuzzugs gegen die Türken. Innozenz VI. entsandte eine Gesandtschaft unter der Führung von Petrus Thomas. Anders als erwartet bestand dieser nicht nur auf einer Kirchenunion, sondern darauf, dass Dušan ganz zum römisch-katholischen Glauben übertreten sollte. Als um 1355 das katholische Ungarn auch noch einen Feldzug gegen sein Reich begann, wollte Dušan von der Union mit Rom nichts mehr wissen und teilte dies der päpstlichen Gesandtschaft mit. Petrus Thomas verließ erbost den Hof Dušans. Beide hatten sich den Überlieferungen zufolge gegenseitig provoziert. Die Verhandlungen waren damit gescheitert. Auf seiner Rückreise durch Ungarn empfahl Thomas dem ungarischen König Ludwig I., „gnadenlos gegen die Schismatiker“ vorzugehen.

### Ehewerbung um Habsburg
1336 plante Dušan, sich von seiner Frau Jelena zu trennen, da die Ehe mit ihr kinderlos blieb. In Aussicht gestellt wurde eine Ehe mit Elisabeth, der Tochter Friedrichs des Schönen. Der Anführer seiner deutschen Söldnertruppe, Palman Bracht, wurde aufgrund seiner deutschen Sprache und seiner früheren Dienste für die Habsburger als Heiratsvermittler entsandt. Die Werbungen Palmans blieben jedoch fruchtlos, da Elisabeth früh verstarb.

### Tod
Stefan Dušan starb am 20. Dezember 1355 nahe Adrianopel, dem heutigen Edirne, mit etwa 48 Jahren. Die Ursache seines Todes konnte nie geklärt werden, es werden  Vergiftung, Schlaganfall oder Epilepsie vermutet. Er wurde in seiner Klosterstiftung, dem Erzengelkloster bei Prizren, beigesetzt. 1927 entdeckte ein Archäologenteam in den Ruinen des Klosters eine geplünderte marmorne Grablege, welche als die des Zaren identifiziert wurde. Die Gebeine wurden später in die Belgrader Markuskirche überführt. Seine Witwe, die „Augusta“ Elena von Bulgarien, trat 1356 in ein Kloster ein und wurde Nonne unter dem Namen Elisabet.

## Wirkung

### Wirtschaftlicher Fortschritt
Stefan Uroš IV. Dušan förderte erfolgreich Acker- und Bergbau, Gewerbe und Handel. In seine Epoche fallen weitgespannte Wirtschafts- und Handelsbeziehungen, von der Donauregion über den Adriaraum bis hin nach Venedig. Die Wirtschaft förderte er, indem er ausländische Spezialisten ins Land holte – sächsische Bergarbeiter etwa für Berg- und Festungsbau, Dubrovniker (damals Ragusaner) für den Handel, außerdem Venezianer und Griechen.

### Gesetzbuch, Kunst und Literatur
Im Jahre 1349 veröffentlichte Zar Dušan das erste umfassende serbische Gesetzbuch mit 135 Paragraphen. 1354 wurde es nochmals von ihm überarbeitet und es wurden 136 Paragraphen hinzugefügt. Der Kodex gilt als erste umfassende Verfassung des serbischen mittelalterlichen Staates und gehört zu den ältesten Verfassungen der Menschheitsgeschichte. Die Rolle der serbischen Kaiser und Könige als Verteidiger der orthodoxen Kirche und des Christentums wird darin festgelegt, sie sind verpflichtet, Häresie zu bekämpfen.
In diese Epoche fallen auch – als Ergänzung zur kirchlichen Literatur – die Anfänge einer weltlichen, vom Volkslied ausgehenden serbischen Literatur.
Unter der Herrschaft Stefan Dušans wurde u. a. der Bau des Klosters Visoki Dečani beendet und das Erzengelkloster bei Prizren errichtet, das auch als Grablege dienen sollte und vor allem für sein Bodenmosaik bekannt war, welches stilistisch dem Kosmatenstil sehr nahekam. Ein westlicher Einfluss zeigte sich auch am Grabmal Dušans, das – einmalig für die damalige serbische und orthodox-christliche Kunst – eine Grabfigur Dušans aufwies.